# لميس يوسف
لميس يوسف هي كاتبة وروائية ومترجمة إماراتية. حصلت لميس على البكالوريوس في الإعلام، قسم الإذاعة والتلفزيون من جامعة الشارقة. عملت بمجال الإعلام والفعاليات في مركز دبي التجاري العالمي، وقدمت وأعدت برنامجا تلفزيونيا ثقافيا بعنوان «أبعاد ثقافية» على قناة سما دبي وحصل البرنامج على جائزة العويس للإبداع في العام 2015.

## حياتها
نشأت لميس وسط عائلة مثقفة، مما جعلها تتجه إلى الروايات والكتابة لاحقاً، فقد درست الإعلام في الجامعة وبدأت الكتابة من خلال عملها في مؤسسة شبه حكومية في قسم الإعلام والترويج، وعملت في كتابة الأخبار الصحفية، ثم قررت أن تخوض مجال الرواية وأول إصدار لها هو «حجر ورقة مقص». بدأت لميس الكتابة فعلياً سنة 2008، لكنها لم تكتب بشكل متواصل، لذلك احتاجت إلى ست سنوات حتى تنتهي من كتابة أول إصداراتها. ووفقًا لما قالته في إحدى المقابلات، فإن فكرة الرواية جاءتها من نسق المجتمع الإماراتي، والتطور الحاصل في وسائل التواصل الاجتماعي، حيث كانت ترى أن الناس باتوا يتناقلون الحكم الفلسفية عن طريق تلك الوسائل وقالت "طالما كنت أشكك في إمكانية تطبيقها أو نجاحها في حياة الجميع، ودخلت في جدالات يومية مع مسؤولين في العمل حول الفكرة الفلسفية نفسها التي تناولتها في روايتي، إذ أصروا على صحتها، فيما كنت أعارضها، ومن هذا المنطلق فكرت في كتابة رواية ثلاث سيدات من طبقات اجتماعية مختلفة في مدينة دبي، وماذا حدث لهن بعد تبني تلك الفكرة الفلسفية".
وعن تجربة إصدار الرواية تقول: "تجربة إصدار رواية تعد إحدى أجمل التجارب التي يخوضها الكاتب في حياته، لاسيما عندما يستغرق الكاتب سنوات في إصدار روايته الأولى، التي يضع فيها خلاصة سنوات من التعب والجهد والسهر، فالتجربة الأولى هي المقياس الحقيقي لمعنى الكتابة".
وكانت ظروفها الخاصة (من كونها أمًا لطفلين وازدحام حياتها) قد أخرت من صدور تلك الرواية، لكنها استطاعت تحقيق حلمها بتنظيم وقتها ومساندة والدتها.
ترى لميس أن «مسؤولية الكاتبة كبيرة إزاء مجتمعها، خاصة في مجتمع يعدّ الكتابة تحدٍ وتمرداً. والنقد البناء من شأنه أن يطور الكاتب نحو آفاق جديدة».

## فكرة إحدى رواياتها
أخذت الكاتبة لميس فكرة رواية "ملابس بيضاء في القدر" من حادثة حقيقية حصلت أمامها، حيث كانت في رحلة عائلية في لندن عام 2012، وكان معهم أحد أطفال العائلة مصاب بـمتلازمة فرط الحركة ونقص الانتباه، وفي إحدى الأيام هرب الطفل من بينهم واختفى تمامًا عن الأنظار مما جعلهم يعيشون حالة من الرعب طوال نصف ساعة، ولما وجدوه كان سعيدا ولم يبدُ على وجهه الخوف مما جعل الكاتبة تفكر "ماذا لو هرب ذلك الطفل لأكثر من نصف ساعة؟ ماذا لو لم نجده بعد ذلك ليكمل حياته في مدينة لندن بعيداً عنا؟ ماذا لو هرب لمدة عشرين عاماً.. ما الذي سيحصل بعدها؟". فانطلقت من هذه التساؤلات لتبني معمار روايتها التي استغرقت في كتابتها عامًا ونصف.
وقد عادت الكاتبة لعدة أفلام وثائقية حول هذا المرض مما منحها الكثير من الأفكار، كما أنها قرأت في الكثير من المواقع الإلكترونية الطبية وتحدثت طبيبة ومعالج ماهر في المجال، وجلست مع أطفال مصابين بهذا المرض لتلاحظ تصرفاتهم عن قرب وهذا ما مكنها من الإبداع.
وعن العوائق التي واجهت الكاتبة خلال كتابتها فكان من أهمها ضيق الوقت حيث قالت "ضيق الوقت يعتبر من أهم العوائق التي واجهتني، فالكتابة الروائية تتطلب صفاء ذهنياً وتفرغاً تاماً، وفي روايتي الأخيرة كتبت وكنت منشغلة ببرنامجي التلفزيوني، واجهتني صعوبة تقسيم الوقت والتركيز في كتابة الرواية، ولكنني تغلبت في النهاية على تلك المشكلة بالمثابرة".

## آراء النقاد
وفقًا لوفاء السويدي، فقد أثارت رواية «حجر ورقة مقص» «جدلاً واسعًا»، وأرجعت ذلك إلى كونها تعرض بجرأة جوانب اجتماعية مثيرة في حياة ثلاث شابات إماراتيات، يسعين إلى تحقيق طموحات شخصية، انطلاقاً من تجاربهن الخاصة. وترى السويدي أن «حماسة الكاتبة قادتها للتطرق إلى سرد أحداث واقعية شكلت صدمة لبعض القراء، الذين بادروا إلى مهاجمتها عبر مواقع التواصل الاجتماعي، في حين حظيت بقبول البعض الآخر وإشادته بمصداقيتها».

## حياتها الشخصية
تحدثت لميس عن دور أسرتها في تنمية موهبتها قائلة: «أسرتي لعبت دوراً كبيراً في احتواء موهبه الكتابة لديّ، فعندما كنت طفلة أذكر جيداً أن والدتي كانت تحرص على أن يكون لدي ما أقرأه، وألا أذهب للفراش إلا بعد أن أقرأ قصة أو كتاباً ما، وفي معظم الأحيان كانت هي من تحكي لي القصص، وهذا ما نمّى لدي حب القراءة بشكل كبير، وعزّز لديّ موهبة الكتابة، أما والدي فكان يستمع إلى القصص الطفولية التي أؤلفها وأقصها عليه باهتمام وبصدر رحب، بل كان يستمتع بما يسمعه ويناقشني في القصص، ما كوّن لديّ مخيلة خصبة للكتابة».
تحب لميس القراءة والموسيقى ومشاهدة الأفلام السينمائية، و«كل ما له علاقة بالفن». وهي أم لطفلين.

## أعمالها

### الرواية
- حجر ورقة مقص، كتاب للنشر والتوزيع، 2014. ردمك ISBN 9789948220367.[8]
- ملابس بيضاء في القدر، كتاب للنشر والتوزيع، دبي، 2016. ردمك ISBN 9789948234432.[9]

### الترجمة
- عنيدات: 52 امرأة غيرت وجه التاريخ والعلم، لريتشل سوابي، دار كلمات للنشر والتوزيع، الكويت، 2019. ردمك ISBN 9789996695513[10]
- علينا جميعا أن نصبح نسويين، لتشيماماندا نغوزي أديتشي، دار كلمات للنشر والتوزيع، الكويت، 2018. ردمك ISBN 9789948390251[11]
- عزيزتي هاجر: أو مانيفستو نسوي بخمسة عشر مقترحاً، لتشيماماندا نغوزي أديتشي، دار كلمات للنشر والتوزيع، الشارقة، 2018. ردمك ISBN 9789948390268[12]

## الجوائز
- جائزة العويس للإبداع عن برنامجها «أبعاد ثقافية» سنة 2015.[1][13]